# Lerum (stacja kolejowa)
Lerum (szwedzki: Lerums station) – stacja kolejowa w Lerum, w regionie Västra Götaland, w Szwecji, na Västra stambanan. Otwarta w sierpniu 1858 roku, a budynek dworca powstał w 1892. W latach 1914-195 zbudowano drugi tor, a w 126 ukończono elektryfikację linii. W 1985 zaprzestano ruchu towarowego na stacji.
W 1987 na stacji Lerum miała miejsce katastrofa kolejowa, w której uczestniczyły 2 pociągi pasażerskie. W jej wyniku śmierć poniosło 9 osób, a 130 zostało rannych.

## Linie kolejowe
- Västra stambanan